# Pintura rajputa

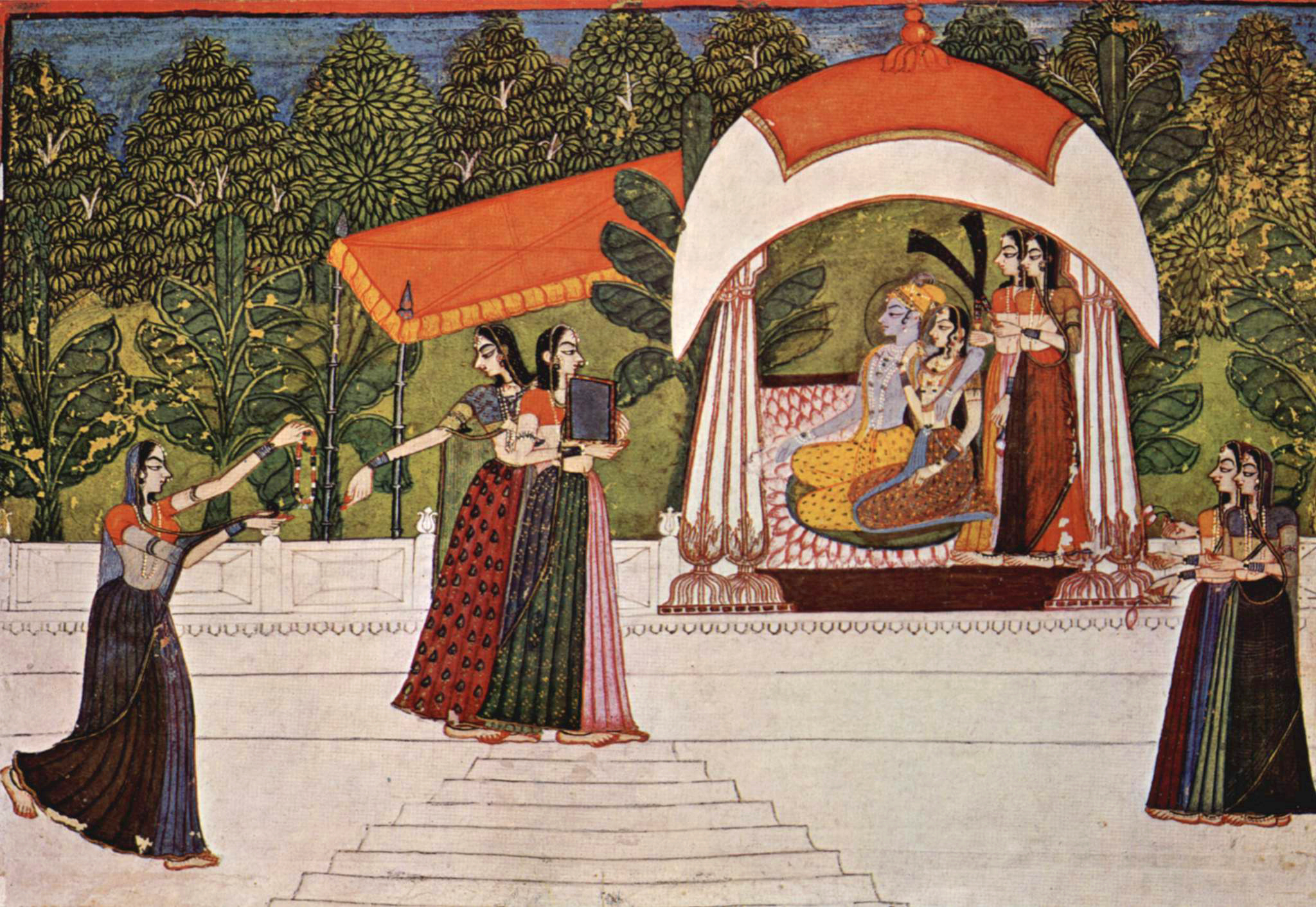
Una pintura rajputa del

La pintura rajputa, es un estilo de pintura de la India, que se desarrolló desde el siglo XVI y floreció durante el siglo XVIII y XIX en la cortes reales de Rajputana, India, procedente del estilo de la pintura mogol, en sí derivado a su vez de la miniatura persa. Cada reino rajput evolucionó hacia un estilo distinto, pero con ciertas características comunes. Las pinturas rajputas representan varios temas: escenas de epopeyas como el Ramayana y el Mahabharata, de la vida de Krishna, hermosos paisajes y humanos. Las miniaturas en manuscritos o hojas sueltas para ser guardadas en álbumes fueron el medio preferido de la pintura rajputa, pero muchas pinturas fueron también hechas al fresco en los muros de los palacios, los aposentos interiores de las fortalezas y havelís, particularmente, los havelís de Shekhawati.
Los colores eran extraídos de ciertos minerales, raíces de plantas, conchas de caracolas e incluso se obtuvieron procesando piedras preciosas, y se usó oro y plata en los ejemplares más refinados. La preparación del color deseado era un largo proceso, que a veces tomaba semanas. Los pinceles usados eran muy finos.
Durante un periodo de alrededor 300 años, comenzando desde el siglo XVI, surgieron diferentes escuelas de pintura rajputa, destacando entre ellas la escuela Mewar, la Bundi-Kota kalam, la escuela de Jaipur, la escuela Bikaner, la escuela Kishengarh, la escuela Marwar, y el estilo de pintura Raagamala.
- Datos: Q2988788
- Multimedia: Rajput painting / Q2988788